# La Cloche (journal)
Pour les articles homonymes, voir Cloche (homonymie).
La Cloche est un journal pamphlétaire et satirique français paru à Paris du 15 aout 1868 au 21 décembre 1872.

## Historique
Le rédacteur en chef est Louis Ulbach, qui signe sous le nom de « Ferragus », et le premier administrateur est Armand Le Chevalier, à l’adresse du 61 rue de Richelieu. D’abord hebdomadaire, le journal, localisé au 5 rue Coq-Héron, est vendu 40 centimes.
Six mois plus tard, en décembre 1869, sans avoir arrêté la publication, Ulbach transforme son titre sous une nouvelle formule, pour en faire un quotidien d’opposition démocratique, avec Gaston Pérodeaud comme secrétaire. Les locaux parisiens de sa rédaction sont toujours au 5 rue Coq-Héron, et les annonces reçues au 48, rue Vivienne.
Le quotidien est vendu 15 centimes à Paris et 20 centimes dans les autres départements. L'abonnement à Paris était de 5 francs pour un mois et 13,5 francs pour 3 mois ; pour les autres départements respectivement 6 et 16 francs. La vente au numéro se faisait au 52, rue La Fayette, puis un peu plus tard au 5, rue du Croissant à Paris.
En 1870, la publication en est interrompue, pendant le siège de Paris. En 1871, peu après la réapparition de la Cloche, Ulbach est à nouveau menacé d’arrestation et se réfugie chez son ami Léon Laurent-Pichat. Le Conseil de guerre de Versailles le condamne à trois ans de prison et 6 000 francs d’amende, peine réduite après cassation à trois mois et à 3 000 francs.
Le 21 décembre 1872, Ulbach interrompt définitivement sa publication, après 985 numéros. Le titre, vendu à Ernest Laharanne, devient L’État : journal de la République et de la liberté commerciale, avec Ernest Laharanne comme rédacteur en chef.

## Ligne éditoriale
La Cloche s’inscrit dans un contexte de libéralisation de la presse et de montée du mécontentement à l’égard du régime impérial.
Dans la lignée de la Lanterne, lancée le 31 mai 1868 par Henri Rochefort, la Cloche tente d’être presque aussi agressive que cette dernière publication sans trop s’exposer à des procès. Un article publié le 6 mars 1869 sera néanmoins considéré comme une insulte à Napoléon III. Après appel et pourvoi en cassation, le tribunal correctionnel de la Seine condamnera Ulbach et Le Chevalier, défendus par Ferdinand Hérold à respectivement 6 mois de prison chacun et 500 et 1 000 francs d’amende le 10 juin 1869.